# Ministri della difesa della Romania
Questo elenco comprende i ministri della difesa nazionale della Romania e delle sue precedenti entità politiche, a partire dal 1859.
Sono prese in considerazione anche le vecchie denominazioni storiche: ministero della guerra (ministerul de război) dal 22 gennaio 1862 al 7 giugno 1990 e dal 1º settembre 1944 al 30 dicembre 1947; ministero dell'esercito (ministerul armatei) dal 7 giugno 1930 al 6 giugno 1932; ministero della difesa nazionale (ministerul apărării naționale) dal 6 giugno 1932 al 1º settembre 1944, dal 30 dicembre 1947 al 24 marzo 1950 e dal 21 novembre 1972; ministero delle forze armate (ministerul forțelor armate) dal 24 marzo 1950 al 21 novembre 1972.

## Principato di Romania
- Barbu Vlădoianu - 21 febbraio 1859 - 3 maggio 1859
- Alexandru Macedonski - 4 maggio 1859 - 15 agosto 1859
- Ion Cornescu - 16 agosto 1859 - 27 novembre 1859
- Ion Emanuel Florescu - 28 novembre 1859 - 27 maggio 1860; 30 settembre 1862 - 11 ottobre 1863; 14 marzo 1871 - 26 aprile 1876
- Nicolae Golescu - 28 maggio 1860 - 28 luglio 1860
- Gheorghe Adrian - 28 luglio 1860 - 16 aprile 1861; 24 maggio 1867 - 11 agosto 1868
- Istratie Sămășescu - 17 aprile 1861 - 10 luglio 1861
- Ion Ghica - 11 luglio 1861 - 18 luglio 1861
- Ioan Grigore Ghica - 19 luglio 1861 - 29 settembre 1862; 11 maggio 1866 - 5 agosto 1866
- Alexandru Iacovache - 12 ottobre 1863 - 11 aprile 1864
- Savel Manu - 12 aprile 1864 - 29 gennaio 1866
- Alexandru Solomon - 30 gennaio 1866 - 10 febbraio 1866
- Dimitrie Lecca - 11 febbraio 1866 - 10 maggio 1866; 11 luglio 1879 - 28 aprile 1880
- Nicolae Haralambie - 6 agosto 1866 - 7 febbraio 1867
- Tobias Gherghel - 8 febbraio 1867 - 24 maggio 1867 (due mandati: 8 febbraio - 21 febbraio; 1 marzo - 24 maggio)
- Ion C. Brătianu - 12 agosto 1868 - 16 novembre 1868; 20 agosto 1877 - 16 marzo 1878; 25 novembre 1878 - 7 gennaio 1879; 9 giugno 1881 - 24 marzo 1882; 1 agosto 1882 - 22 giugno 1884; 13 gennaio 1886 - 20 febbraio 1886; 5 novembre 1887 - 23 marzo 1888
- Alexandru Duca - 16 novembre 1868 - 13 giugno 1869
- Gheorghe Manu - 14 giugno 1869 - 17 dicembre 1870; 12 novembre 1888 - 4 novembre 1889; 22 dicembre 1904 - 11 marzo 1906
- Eustasie Pencovici - 18 dicembre 1870 - 10 marzo 1871
- Christian Tell - 11 marzo 1871 - 13 marzo 1871
- Gheorghe Slăniceanu - 27 aprile 1876 - 1 aprile 1877; 28 aprile 1880 - 9 giugno 1881
- Alexandru Cernat - 2 aprile 1877 - 19 agosto 1877; 19 marzo 1878 - 24 novembre 1878
- Nicolae Dabija - 8 gennaio 1879 - 10 luglio 1879

## Regno di Romania
- Gheorghe Angelescu - 25 gennaio 1882 - 31 luglio 1882
- Ștefan Fălcoianu - 23 giugno 1884 - 12 gennaio 1886
- Alexandru Anghelescu - 21 febbraio 1886 - 4 novembre 1887
- Constantin Barozzi - 23 marzo 1888 - 11 novembre 1888
- Matei Vlădescu - 5 novembre 1889 - 20 febbraio 1891
- Iacob Lahovary - 21 febbraio 1891 - 21 febbraio 1894; 11 aprile 1899 - 13 febbraio 1901
- Lascăr Catargiu - 22 febbraio 1894 - 11 giugno 1894
- Constantin Poenaru - 12 giugno 1894 - 3 ottobre 1895
- Constantin Budișteanu - 4 ottobre 1895 - 20 novembre 1896
- Constantin I. Stoicescu - 21 novembre 1896 - 24 novembre 1896
- Anton Berindei - 25 novembre 1896 - 10 aprile 1899
- Dimitrie Sturdza - 14 febbraio 1901 - 21 dicembre 1904
- Alexandru Averescu - 13 marzo 1906 - 3 marzo 1909
- Toma Stelian - 4 marzo 1909 - 31 ottobre 1909
- Grigore Crăiniceanu - 1 novembre 1909 - 28 dicembre 1910
- Nicolae Filipescu - 29 dicembre 1910 - 27 marzo 1912
- Ioan Argetoianu - 29 marzo 1912 - 13 ottobre 1912
- Constantin Hârjeu - 14 ottobre 1912 - 3 gennaio 1914; 6 marzo 1918 - 23 ottobre 1918
- Ion I. C. Brătianu - 4 gennaio 1914 - 14 agosto 1916; 19 gennaio 1922 - 19 aprile 1922
- Vintilă Brătianu - 15 agosto 1916 - 9 luglio 1917; 10 luglio 1917 - 19 luglio 1917
- Constantin Iancovescu - 20 luglio 1917 - 5 marzo 1918
- Eremia Grigorescu - 24 ottobre 1918 - 28 novembre 1918
- Artur Văitoianu - 29 novembre 1918 - 26 settembre 1919
- Ioan Rășcanu - 27 settembre 1919 - 1 marzo 1920; 12 marzo 1920 - 15 dicembre 1921
- Traian Moșoiu - 2 marzo 1920 - 12 marzo 1920
- Ștefan Holban - 17 dicembre 1921 - 18 gennaio 1922
- Gheorghe Mărdărescu - 20 aprile 1922 - 29 marzo 1926
- Ludovic Mircescu - 30 marzo 1926 - 3 giugno 1927
- Paul Angelescu - 4 giugno 1927 - 9 novembre 1928; 27 aprile 1934 - 8 agosto 1937
- Henri Cihoski - 10 novembre 1928 - 4 aprile 1930
- Iuliu Maniu (ad interim) - 5 aprile 1930 - 13 aprile 1930
- Nicolae Condeescu - 14 aprile 1930 - 18 aprile 1931
- Constantin Ștefănescu Amza - 19 aprile 1931 - 11 agosto 1932
- Nicolae Samsonovici - 11 agosto 1932 - 14 novembre 1933
- Nicolae Uică - 14 novembre 1933 - 1 giugno 1934
- Gheorghe Tătărăscu - 1 giugno 1934 - 26 luglio 1934
- Radu Irimescu - 28 agosto 1937 - 4 settembre 1937
- Constantin Ilasievici - 4 settembre 1937 - 27 dicembre 1937
- Ion Antonescu - 28 dicembre 1937 - 30 marzo 1938; 6 settembre 1940 - 27 gennaio 1941; 22 settembre 1941 - 23 gennaio 1942
- Gheorghe Argeșanu - 30 marzo 1938 - 13 ottobre 1938
- Nicolae Ciupercă - 13 ottobre 1938 - 1 febbraio 1939
- Armand Călinescu - 1 febbraio 1939 - 21 settembre 1939
- Ioan Ilcuș - 21 settembre 1939 - 4 luglio 1940
- Constantin D. Nicolescu - 4 luglio 1940 - 6 settembre 1940
- Iosif Iacobici - 27 gennaio 1941 - 22 settembre 1941
- Constantin Pantazi - 23 gennaio 1942 - 23 agosto 1944
- Ioan Mihail Racoviță - 24 agosto 1944 - 5 novembre 1944
- Constantin Sănătescu - 6 novembre 1944 - 6 dicembre 1944
- C. P. Ion Negulescu - 7 dicembre 1944 – 6 marzo 1945
- Vasile Constantin Vasiliu Rașcanu - 7 marzo 1945 - 29 novembre 1946
- Mihail Lascăr - 29 novembre 1946 - 5 novembre 1947

## Repubblica Socialista di Romania
- Emil Bodnăraș - 5 novembre 1947 - 3 ottobre 1955
- Leontin Sălăjan - 3 ottobre 1955 - 28 agosto 1966
- Ioan Ioniță - 29 agosto 1966 - 16 giugno 1976
- Ion Coman - 16 giugno 1976 - 29 marzo 1980
- Constantin Olteanu - 29 marzo 1980 - 16 dicembre 1985
- Vasile Milea - 16 dicembre 1985 - 22 dicembre 1989

## Romania dal 1989
| Ministro                                         | Ministro         | Ministro                                | Partito                                                                              | Governo                    | Mandato           | Mandato           | Leg.             |
| Ministro                                         | Ministro         | Ministro                                | Partito                                                                              | Governo                    | Inizio            | Fine              | Leg.             |
| ------------------------------------------------ | ---------------- | --------------------------------------- | ------------------------------------------------------------------------------------ | -------------------------- | ----------------- | ----------------- | ---------------- |
| Difesa nazionale (Ministerul Apărării Naționale) |                  |                                         |                                                                                      |                            |                   |                   |                  |
|                                                  |                  | Nicolae Militaru (1925-1996)            | Indipendente                                                                         | Governo Roman I            | 26 dicembre 1989  | 16 febbraio 1990  | Provvisoria      |
|                                                  |                  | Victor Atanasie Stănculescu (1928-2016) | Indipendente                                                                         | Governo Roman I            | 16 febbraio 1990  | 28 giugno 1990    | Provvisoria      |
| Governo Roman II                                 | 28 giugno 1990   | Victor Atanasie Stănculescu (1928-2016) | Indipendente                                                                         | 30 aprile 1991             | I                 |                   |                  |
| Governo Roman II                                 |                  |                                         | Niculae Spiroiu (1936-2022)                                                          | Indipendente               | I                 | 30 aprile 1991    | 16 ottobre 1991  |
| Governo Stolojan                                 | 16 ottobre 1991  | 19 novembre 1992                        | Niculae Spiroiu (1936-2022)                                                          | Indipendente               | I                 |                   |                  |
| Governo Văcăroiu                                 | 19 novembre 1992 | 6 marzo 1994                            | Niculae Spiroiu (1936-2022)                                                          | Indipendente               | II                |                   |                  |
|                                                  |                  | Gheorghe Tinca (1941-2024)              | Fronte Democratico di Salvezza Nazionale Partito della Democrazia Sociale di Romania | Governo Văcăroiu           | II                | 6 marzo 1994      | 12 dicembre 1996 |
|                                                  |                  | Victor Babiuc (1938-2023)               | Partito Democratico                                                                  | Governo Ciorbea            | 12 dicembre 1996  | 11 febbraio 1998  | III              |
|                                                  |                  | Constantin Dudu Ionescu (1956)          | Partito Nazionale Contadino Cristiano Democratico                                    | Governo Ciorbea            | 11 febbraio 1998  | 17 aprile 1998    | III              |
|                                                  |                  | Victor Babiuc (1938-2023)               | Partito Democratico                                                                  | Governo Vasile             | 17 aprile 1998    | 22 dicembre 1999  | III              |
| Governo Isărescu                                 | 22 dicembre 1999 | Victor Babiuc (1938-2023)               | Partito Democratico                                                                  | 13 marzo 2000              |                   |                   | III              |
| Governo Isărescu                                 |                  |                                         | Sorin Frunzăverde (1960-2019)                                                        | Partito Democratico        | 13 marzo 2000     | 28 dicembre 2000  | III              |
|                                                  |                  | Ioan Mircea Pașcu (1949)                | Partito della Democrazia Sociale di Romania Partito Social Democratico               | Governo Năstase            | 28 dicembre 2000  | 29 dicembre 2004  | IV               |
|                                                  |                  | Teodor Athanasiu (1962)                 | Partito Nazionale Liberale                                                           | Governo Tăriceanu I        | 29 dicembre 2004  | 12 settembre 2006 | V                |
|                                                  |                  | Corneliu Dobrițoiu (supplente) (1955)   | Partito Nazionale Liberale                                                           | Governo Tăriceanu I        | 12 settembre 2006 | 25 ottobre 2006   | V                |
|                                                  |                  | Sorin Frunzăverde (1960-2019)           | Partito Democratico                                                                  | Governo Tăriceanu I        | 25 ottobre 2006   | 5 aprile 2007     | V                |
|                                                  |                  | Teodor Meleșcanu (1941)                 | Partito Nazionale Liberale                                                           | Governo Tăriceanu II       | 5 aprile 2007     | 22 dicembre 2008  | V                |
|                                                  |                  | Mihai Stănișoară (1962)                 | Partito Democratico Liberale                                                         | Governo Boc I              | 22 dicembre 2008  | 23 dicembre 2009  | VI               |
|                                                  |                  | Gabriel Oprea (1961)                    | Unione Nazionale per il Progresso della Romania                                      | Governo Boc II             | 23 dicembre 2009  | 9 febbraio 2012   | VI               |
| Governo Ungureanu                                | 9 febbraio 2012  | Gabriel Oprea (1961)                    | Unione Nazionale per il Progresso della Romania                                      | 7 maggio 2012              |                   |                   | VI               |
|                                                  |                  | Corneliu Dobrițoiu (1955)               | Partito Nazionale Liberale                                                           | Governo Ponta I            | 7 maggio 2012     | 21 dicembre 2012  | VI               |
|                                                  |                  | Mircea Dușa (1955-2022)                 | Partito Social Democratico                                                           | Governo Ponta II           | 21 dicembre 2012  | 5 marzo 2014      | VII              |
| Governo Ponta III                                | 5 marzo 2014     | Mircea Dușa (1955-2022)                 | Partito Social Democratico                                                           | 17 dicembre 2014           |                   |                   | VII              |
| Governo Ponta IV                                 | 17 dicembre 2014 | Mircea Dușa (1955-2022)                 | Partito Social Democratico                                                           | 17 novembre 2015           |                   |                   | VII              |
|                                                  |                  | Mihnea Motoc (1966)                     | Indipendente                                                                         | Governo Cioloș             | 17 novembre 2015  | 4 gennaio 2017    | VII              |
|                                                  |                  | Gabriel Leş (1975)                      | Partito Social Democratico                                                           | Governo Grindeanu          | 4 gennaio 2017    | 29 giugno 2017    | VIII             |
|                                                  |                  | Adrian Țuțuianu (1965)                  | Partito Social Democratico                                                           | Governo Tudose             | 29 giugno 2017    | 5 settembre 2017  | VIII             |
|                                                  |                  | Mihai Fifor (1970)                      | Partito Social Democratico                                                           | Governo Tudose             | 12 settembre 2017 | 29 gennaio 2018   | VIII             |
| Governo Dăncilă                                  | 29 gennaio 2018  | Mihai Fifor (1970)                      | Partito Social Democratico                                                           | 20 novembre 2018           |                   |                   | VIII             |
| Governo Dăncilă                                  |                  |                                         | Gabriel Leș (1975)                                                                   | Partito Social Democratico | 20 novembre 2018  | 4 novembre 2019   | VIII             |
|                                                  |                  | Nicolae Ciucă (1967)                    | Indipendente Partito Nazionale Liberale                                              | Governo Orban I            | 4 novembre 2019   | 14 marzo 2020     | VIII             |
| Governo Orban II                                 | 14 marzo 2020    | Nicolae Ciucă (1967)                    | Indipendente Partito Nazionale Liberale                                              | 23 dicembre 2020           |                   |                   | VIII             |
| Governo Cîțu                                     | 23 dicembre 2020 | Nicolae Ciucă (1967)                    | Indipendente Partito Nazionale Liberale                                              | 25 novembre 2021           | IX                |                   |                  |
|                                                  |                  | Vasile Dîncu (1961)                     | Partito Social Democratico                                                           | Governo Ciucă              | IX                | 25 novembre 2021  | 24 ottobre 2022  |
|                                                  |                  | Nicolae Ciucă (ad interim) (1967)       | Partito Nazionale Liberale                                                           | Governo Ciucă              | IX                | 25 ottobre 2022   | 31 ottobre 2022  |
|                                                  |                  | Angel Tîlvăr (1962)                     | Partito Social Democratico                                                           | Governo Ciucă              | IX                | 31 ottobre 2022   | 15 giugno 2023   |
| Governo Ciolacu I                                | 15 giugno 2023   | Angel Tîlvăr (1962)                     | Partito Social Democratico                                                           | 23 dicembre 2024           | IX                |                   |                  |
| Governo Ciolacu II                               | 23 dicembre 2024 | Angel Tîlvăr (1962)                     | Partito Social Democratico                                                           | in carica                  | X                 |                   |                  |